# Acmaeodera holsteni
Acmaeodera holsteni är en skalbaggsart som beskrevs av White 1939. Acmaeodera holsteni ingår i släktet Acmaeodera och familjen praktbaggar. Inga underarter finns listade i Catalogue of Life.